# Hypsugo musciculus
Hypsugo musciculus — вид рукокрилих ссавців із родини лиликових.

## Середовище проживання
Країни поширення: Камерун, Республіка Конго, Демократична Республіка Конго, Габон, Гана, Сьєрра-Леоне. Більшість записів були з низовинних вологих тропічних лісів, сухих тропічних лісів і саван.

## Загрози та охорона
Загрози для цього виду не відомі. Поки не відомо, чи вид присутній у котрійсь із природоохоронних територій.